# Parancistrocerus cylindricus
Parancistrocerus cylindricus är en stekelart som först beskrevs av Henri Saussure 1862.  Parancistrocerus cylindricus ingår i släktet Parancistrocerus och familjen Eumenidae. Inga underarter finns listade i Catalogue of Life.